# Aeonium canariense

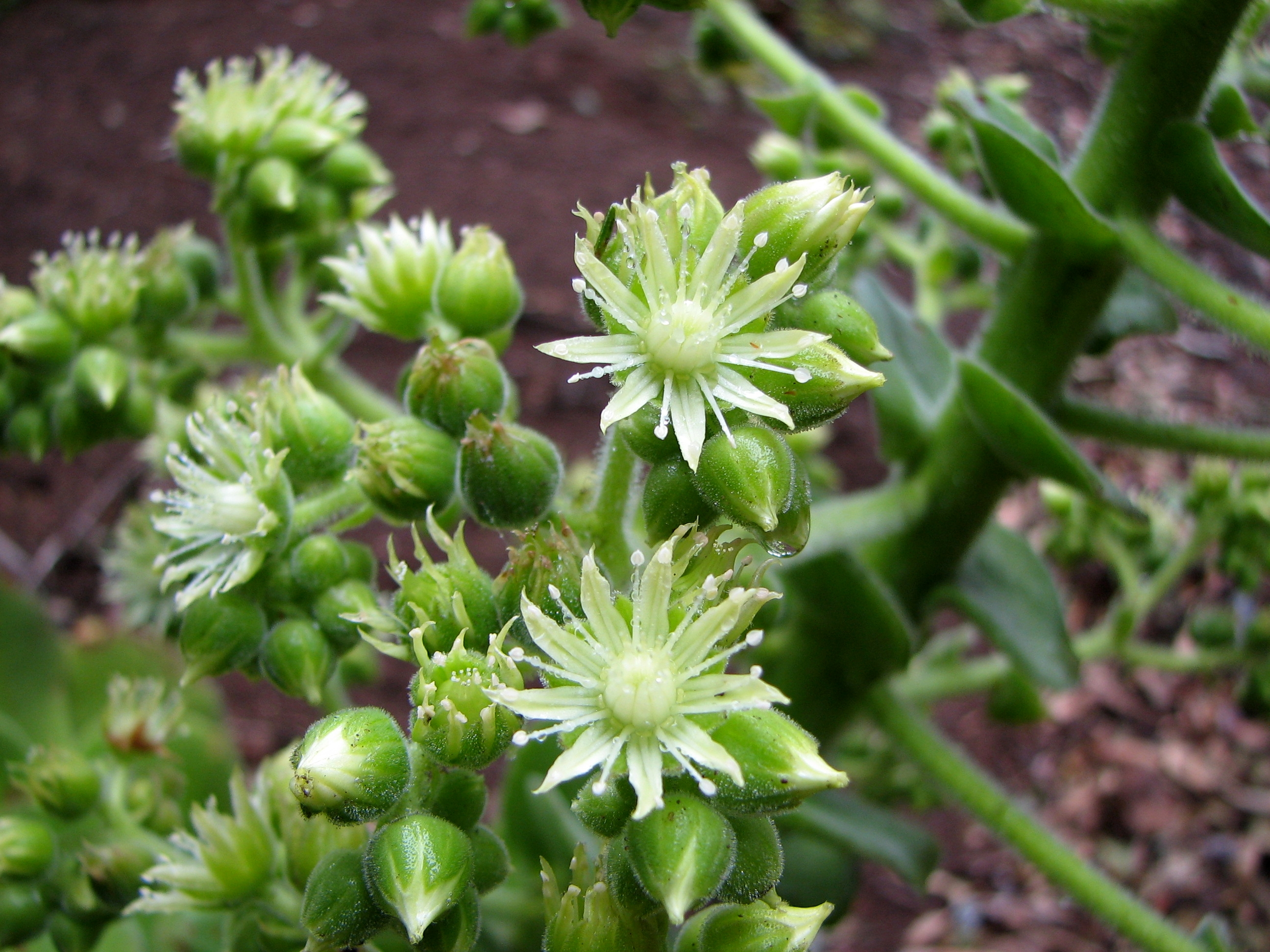
Blüten

Aeonium canariense ist eine Pflanzenart aus der Gattung Aeonium in der Familie der Dickblattgewächse (Crassulaceae).

## Beschreibung

### Vegetative Merkmale
Aeonium canariense wächst als mehrjährige, einzeln wachsende oder gruppenbildende Rosettenpflanze. Ihre becherigen Rosetten erreichen einen Durchmesser von 10 bis 60 Zentimeter. Innere Blätter sind mehr oder weniger aufrecht. Die verkehrt eiförmigen bis verkehrt lanzettlichen, grünen, manchmal rötlichen oder gelblich Laubblätter sind 6 bis 35 Zentimeter lang, 3 bis 12 Zentimeter breit und 0,3 bis 1 Zentimeter dick. Zur Spitze hin sind sie gerundet und tragen ein aufgesetztes Spitzchen. Die Basis ist keilförmig. Die Blattoberfläche ist samtig mit drüsigen 0,7 bis 1 Millimeter (selten bis zu 1,4 Millimeter) langen Haaren. Pro Quadratmillimeter sind 5 bis 15 Haare vorhanden. Der Blattrand ist manchmal wellig.

### Generative Merkmale
Der Blütenstand weist eine Länge von 30 bis 45 Zentimeter und eine Breite von 20 bis 30 Zentimeter auf. Der beblätterte Blütenstandsstiel ist 12 bis 30 Zentimeter lang. Die acht- bis zehnzähligen Blüten stehen an einem 0,5 bis 5 Millimeter langen, flaumhaarigen Blütenstiel. Ihre Kelchblätter sind drüsig-flaumhaarig. Die weißlich grünen, schmal elliptischen Kronblätter sind 7 bis 9 Millimeter lang und 1,5 bis 2 Millimeter breit. Die Staubfäden sind kahl.
Die Blütezeit ist April bis Mai.

### Chromosomenzahl
Die Chromosomenzahl beträgt bei den Varietäten var. palmense, var. subplanum und var. virgineum von Aeonium canariense jeweils 2n = 36.

## Systematik und Verbreitung
Aeonium canariense ist auf den Kanarischen Inseln verbreitet.
Die Erstbeschreibung als Sempervivum canariense durch Carl von Linné in Species Plantarum wurde 1753 veröffentlicht. Philip Barker Webb und Sabin Berthelot stellten die Art 1841 in die Gattung Aeonium.
Es werden folgende Varietäten unterschieden:
- Aeonium canariense var. canariense
- Aeonium canariense var. palmense (Webb ex Christ) H.Y.Liu
- Aeonium canariense var. subplanum (Praeger) H.Y.Liu
- Aeonium canariense var. virgineum (Webb ex Christ) H.Y.Liu

## Nachweise